# Heinrich der Säger
Heinrich der Säger – Das ultimative Railroadmovie ist eine Krimikomödie von Klaus Gietinger im Verleih der Arsenal Filmverleih aus dem Jahr 2001 und thematisiert Stilllegungen von Bahnstrecken auf Grund von Profitgier mit Hilfe skrupelloser Politiker.

## Handlung
Als immer wieder Bahnstrecken stillgelegt und Angestellte entlassen werden, ergreift Kurt Grantke die Initiative und versucht durch Sabotageakte mit einem Trennschleifer bewaffnet die Kommerzbahn von ihren Zielen abzubringen. Keine Verletzten – keine Spuren. Aber es hilft nichts und nach einiger Zeit wird auch die Bahnstrecke zum Bahnhof Storchenroda eingestellt. Auch wenn die Bürger protestieren und der Leiter der Kommerzbahn Ost ein blaues Auge bekommt, mit Hilfe der Politik und auch des Pfarrers, der stets die Polizei informierte, kann das Ziel erreicht werden. Kommissar Stahl kann Kurt Grantke auf frischer Tat verhaften. Auf einer Feierstunde der Kommerzbahn kann dieser von seinen Freunden befreit werden. Und so wandern Kurt mit seiner neuen Frau Braun, Teresa mit dem Briefträger Heiko sowie den beiden Bahndienstmitarbeitern Fred und Gregor nach Südamerika aus – dahin wo es noch richtigen Eisenbahnverkehr gibt.

## Kritik
„Etwas ‚schräg‘ legt Klaus Gietinger seine Inszenierung an – ohne dabei zu übertreiben. Da wirkt Meret Becker etwas unnatürlich verschüchtert oder Karina Krawczyk für eine Polizeiassistentin doch etwas zu ‚schrill‘. Die Hauptperson ist jedoch mit Rolf Becker stockkonservativ besetzt – und das tut dem Film irgendwie gut und macht seinen besonderen Charme aus. Schließlich geht es ja ‚nur‘ um eine altmodische Eisenbahnlinie in Ostdeutschland.“

„Kommerzbahn – da ist schon alles klar: der politische Humor wird in Klaus Gietingers Film gerne mit der Keule verbreitet.“

## Drehorte

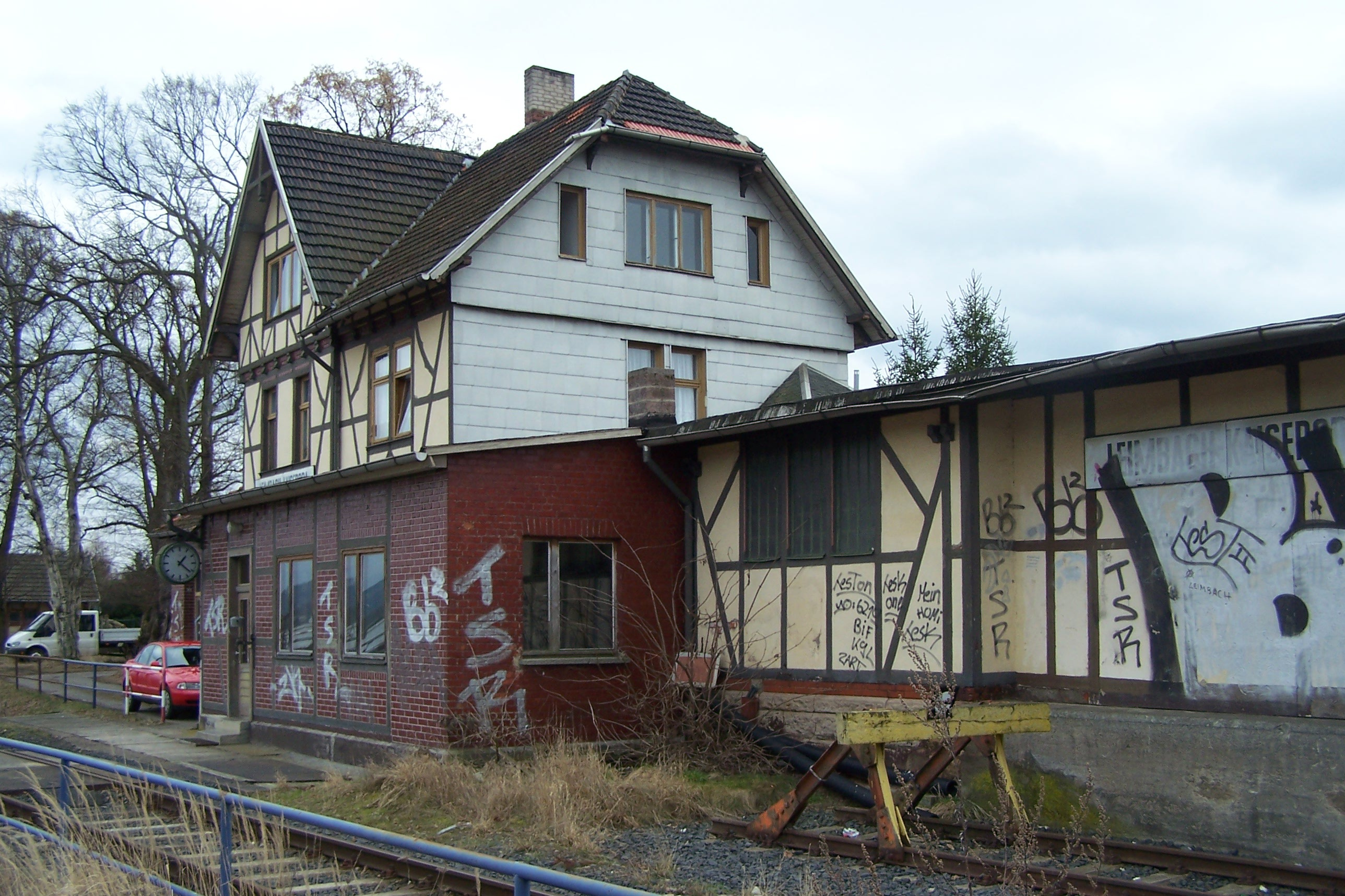
Bahnhof Leimbach-Kaiseroda (2009), im Film als Storchenroda

Große Teile des Filmes wurden an der Bahnstrecke Bad Salzungen–Vacha gedreht, welche dann wirklich im nächsten Jahr den Personenverkehr verlor und 2003 stillgelegt wurde. Als Bahnhof Storchenroda fungierte der Bahnhof Leimbach-Kaiseroda in Leimbach bei Bad Salzungen im thüringischen Wartburgkreis. Weitere Drehorte waren die Göltzschtalbrücke, die Bahnstrecke Dorndorf–Kaltennordheim (inzwischen auch stillgelegt und abgebaut) sowie die Bahnstrecke Zella-Mehlis–Wernshausen. Ein Teil der Szenen wurde auf der Wutachtalbahn (Blumberg–Weizen) am Bahnhof Epfenhofen gedreht.